# Astragalus monanthemus
Astragalus monanthemus är en ärtväxtart som beskrevs av Pierre Edmond Boissier. Astragalus monanthemus ingår i släktet vedlar, och familjen ärtväxter. Inga underarter finns listade i Catalogue of Life.